# Horaga akronyx
Horaga akronyx är en fjärilsart som beskrevs av Cowan 1966. Horaga akronyx ingår i släktet Horaga och familjen juvelvingar. Inga underarter finns listade i Catalogue of Life.